# ナショナル・バスケットボール・リーグ (日本)
ナショナル・バスケットボール・リーグ（英: National Basketball League）は、日本バスケットボール協会（JBA）が中心となり2013年から2016年まで開催された男子バスケットボールトップリーグの1つである。略称はNBL。マスコミ報道ではナショナルリーグと略されることが多い。一般社団法人日本バスケットボールリーグが統括していた。2016年、bjリーグと共に、新たに発足する「B.LEAGUE」に統合された。

## 概要
リーグ名は「我が国のトップリーグとして確固たるリーグ」とする意志を表すべくNationalを使用し、「N」には「NEW」「NIPPON」も込められている。
下部リーグとして「ナショナル・バスケットボール・デベロップメント・リーグ（NBDL）」を設置する。

### 発足までの経緯
2005年に日本プロバスケットボールリーグ（bjリーグ）が発足して以降、日本男子バスケットボールのトップリーグはbjリーグと日本バスケットボールリーグ（JBL）と2リーグが並立する状態が続いていた。これを見た国際バスケットボール連盟（FIBA）から「トップリーグは1国1リーグが望ましい」との要望を受けた日本バスケットボール協会（JBA）は2010年よりbjリーグ、JBLとの3者で統合新トップリーグ発足に向けた協議を開始。
新リーグは完全プロリーグとして始動させる予定であったが、企業チームがプロ化に難色を示したため、自主興行こそ任意から義務に変更したもののJBLと変わらないプロ・企業混在リーグとして発足させることになった。これに対しbjリーグ側は完全プロでないこと、事業性が担保されていないことなどを理由に反発、最終的にはbjリーグからの参入は千葉ジェッツ1チームのみにとどまり、トップリーグの統合は実現しなかった。この様な経緯があったが、「日本唯一のトップリーグ」を標榜している。
初年度はJBLの8チームを含む12チームの参戦が内定していた。ところが、参入の意向を示していたパナソニックトライアンズが休部検討のため不参加を申し入れた。パナソニックから他社への譲渡などでチームが存続した場合は最優先で充てるが、それも実現しなかった場合は下部からの引き上げなども検討する方向であった。その後和歌山県にパナソニックの受け皿として発足する新チームへの参加権譲渡が承認された。そのチーム名は2013年2月8日に「和歌山トライアンズ」と発表された。また、同じくJBL2から参入予定だったデイトリックつくばも7月に参加取りやめとなり、急きょ同じつくば市を本拠とする「つくばロボッツ」が新設された。これに伴い初年度参加は12チームに決まり、内訳はプロ7実業団5となりチーム数でプロが上回った。1967年の第1回日本リーグ以来、日本バスケ協会が設立したトップリーグにおいて参加チーム数でプロが上回るのは初。一方、bjリーグに属する大分ヒートデビルズ（現:愛媛オレンジバイキングス）が2012-13シーズン途中で消滅危機に陥った際、ヒートデビルズの存続のため運営に参加しようとしていた大分県バスケ協会に対し、NBLに参加するようアプローチをかけていたが、拒絶された。

### 閉幕までの経緯
NBLは前出の通りプロリーグとしての発足は断念したが、これを「ステップ1」として、「ステップ2」としては2015年を目途に最上位リーグ「Pリーグ（仮称）」を設置しプロリーグ化の検討を続けた。Pリーグ設置を前提に改めてbjリーグとの統合も協議するとしていた。
Pリーグについては以下の検討がなされている。
- 独立分社の義務化
- 企業名の是非
- ドラフト制度の導入
- オンザコートの見直し（身長制限導入など）

将来的にはJBA組織の機構改革も施し、3部制の下に実業団・クラブ・教員も含めた地域リーグを置く「階層型リーグ構造」を理想としている。
国際バスケットボール連盟（FIBA）より2リーグ並立状態が問題視され、加えて2020年東京オリンピック開催も決まったため、それらを受けて2014年2月JBA理事会において、2016年にプロリーグを発足させる方針を固め、NBL・NBDL・bjリーグのチームに呼びかけることになった。しかし、統合協議は各方面からの反発により進展しなかったため、2014年10月にFIBAはJBAに対し会員資格停止処分（国際試合出場禁止など）を科した。さらにFIBAは日本サッカー協会名誉顧問の川淵三郎をチェアマンに据えた改革チーム「JAPAN 2024 TASK FORCE」を発足させ、統合問題への直接介入に乗り出した。TASK FORCEでの幾度の協議を経て、新統合トップリーグ・ジャパン・プロフェッショナル・バスケットボールリーグ（B.LEAGUE）の発足が決定。NBLは3シーズンで幕を閉じ、B.LEAGUEが2016年秋に開幕した。

## 沿革
- 2008年 - JBA、JBL、bjリーグ参加の下に「トップリーグあり方検討委員会」を開設。
- 2010年 - 「次世代型トップリーグの在り方」という形でJBAに提出された答申書に基づき「新リーグ準備室」を開設。
- 2011年12月 - 参加チームの公募を開始
- 2012年
  - 6月 - 初年度シーズンの参加12チームを決定。
  - 7月 - 「新リーグ準備室」から「新リーグ運営本部」に名称を変更。
  - 9月19日 - リーグ名「ナショナル・バスケットボール・リーグ（NBL）」とパナソニックの不参加を発表[1]。
  - 12月19日 - パナソニックの和歌山プロバスケ球団設立準備組織への参加権譲渡を承認。
- 2013年
  - 1月 - 主に新規参入チームの戦力を目的とした合同トライアウトを開催。
  - 2月8日 - 和歌山プロバスケ球団設立準備組織が創設するチームを「和歌山トライアンズ」と発表。
  - 3月6日 - 2014-15シーズン新規参入の公募を開始[13]。
  - 7月1日 - 一般社団法人日本バスケットボールリーグ設立[14]
  - 7月10日 - デイトリックつくばがNBL参加を撤回。これに代わり同じくつくばを本拠とする新チームのNBL参入が決定。
  - 7月20日 - デイトリックに代わる新チームの名称が「つくばロボッツ」に決定。
  - 8月9日 - 広島県を本拠とするチームの2014-15シーズンからの新規参入を発表[15]。
  - 9月28日 - 開幕。
- 2014年
  - 5月24日 - 東芝ブレイブサンダース神奈川が初代王者となる。
  - 10月29日 - 丸尾充理事長と山谷拓志専務理事が、つくばの経営悪化の責任を取り辞任。
- 2015年
  - 4月1日 - bjリーグと統合し2016年発足予定の新リーグの運営法人「ジャパン・プロフェッショナル・バスケットボールリーグ（JPBL）」発足[16]。
  - 4月30日、和歌山の2015-2016シーズン参入審議を否決[17][18]。
  - 7月1日 - つくばロボッツのメインスポンサーのサイバーダインが命名権を取得し、チーム名称を「サイバーダインつくばロボッツ」に変更した。
  - 9月13日、大田区総合体育館にて「NBL×TKbjリーグ DREAM GAMES」を開催[19][20]。
  - 9月15日、新リーグの名称「B.LEAGUE（ビー・リーグ）」とロゴマークが発表された[21]。
  - 10月9日、TKbjリーグと統合前最後となるシーズンが開幕。
- 2016年
  - 6月4日 最後のシーズン閉幕

## ルール

### 参加条件
NBLに参加するためには、チーム運営団体を法人化した上、NBLから移管された公式戦の主管を任せられることが条件となる。また、正会員は入会金500万円・年会費500万円、準会員は入会金100万円・年会費50万円を支払う。
チーム名にフランチャイズエリア内の「都道府県」名又は「区市町村」名を付与し、原則としてフランチャイズエリア内に練習施設を確保した上で、エリア内にてレギュラーシーズンのホームゲームを開催しなければならない。

### リーグエントリー・サラリーキャップ
リーグエントリー（選手登録）は1チームに付き15名まで。うち外国籍選手は2名まで、帰化選手（2014-15シーズンより申請中も含む）は1名までとする。なお、帰化選手枠を使用しないチームは同枠を外国籍選手に充てることも可（2014-15シーズンより）。
外国籍を含む全選手のサラリーキャップ（年俸総額）を1億5000万円に設定する（サラリーキャップ自体はJBLにも存在したが、金額などは公表されず、外国籍は対象外だった）。
選手は上限を4年とした複数年契約を可能とし、レンタル移籍も導入。
2014年1月よりアーリーエントリーも導入。

### 試合ルール
日本協会発行の「2013〜バスケットボール競技規則」に加え、以下にあげるNBLオリジナルルールも採用する。
- 出場選手は12名。ゲームエントリー（出場選手登録）は「事前申請方式」と「事後確認方式」があり、初年度（2013-14）は選択することになるが、2014-15シーズン以降は事前申請に統一する。

事前申請方式：試合開始60分前にゲームエントリー12名を申告。
事後確認方式：試合開始時に登録選手全員がベンチ入りし、試合終了後にテーブルオフィシャルがオフィシャルスコアシートにて出場選手が12名以内であることを確認。13名以上出場していた場合は罰則の対象とする。
- 外国籍選手のオンザコートをピリオドごとに定める。オンザコートルールに反して出場を試みた場合、1回目では警告、2回目以降はテクニカル・ファウル。

第1・第3ピリオド：2名
第2・第4ピリオド・オーバータイム：1名
- これとは別に、外国出生で日本国籍へ帰化した選手についても、1チーム1名のみ出場が認められる。
- ホームチームは1節（2試合）ごとにハーフタイムの時間を15分か20分で選択が可能。
- 第2ピリオドと第4ピリオドの残り5分以降、最初にボールデッドになった場合に限り、自動的に90秒のオフィシャルタイムアウトに入る。チームタイムアウトが同時に申請されていた場合は、オフィシャルタイムアウトが優先される。
- 次のいずれかに該当した選手又はチームスタッフには、出場停止処分が課される。
  - ディスクォリファイング・ファウル
  - 2回のテクニカル・ファウル
  - ヘッドコーチ自身の行為に対する2回のテクニカル・ファウル
  - ヘッドコーチの自チームの選手又は自身を含めたチームスタッフの行為に対する合計3回のテクニカル・ファウル
- 選手またはチームスタッフがアンフェアな行為を行った場合に所属チームに対して反則ポイントを科し、年間の合計数が10ポイントを超えた場合は反則金を科す。

テクニカル・ファウル：1回につき2ポイント
アンスポーツマンライク・ファウル：1回につき2ポイント
失格・退場処分：1回につき5ポイント
出場停止処分：1試合につき5ポイント

## 大会方式

### レギュラーシーズン
発足2シーズンはイースタン・ウェスタンの2カンファレンスに分けていた。
ホーム&アウェー方式で同一カンファレンスとは6回戦、別カンファレンスとは4回戦総当り。1チームに付き54試合（合計324試合）。
全日本総合バスケットボール選手権大会には全チームが出場するが、12月1日時点での両カンファレンス首位同士の勝率を比較して高い方を奇数推薦順位とし、この順位がシードに関係する。
2015-16シーズンは東西カンファレンス制を廃止し5回戦総当たりに変更。

### プレーオフ
リーグ主催中立地開催により各カンファレンス上位3チームが進出。
クォーターファイナル（QF）
各カンファレンス2位と3位による3戦2勝方式
セミファイナル（SF）
各カンファレンス1位とQF勝者による3戦2勝方式
ファイナル
SF勝者同士による5戦3勝方式
| 年度      | 優勝チーム                   | 準優勝チーム               |
| --------- | ---------------------------- | -------------------------- |
| 2013-14年 | 東芝ブレイブサンダース神奈川 | 和歌山トライアンズ         |
| 2014-15年 | アイシンシーホース三河       | トヨタ自動車アルバルク東京 |
| 2015-16年 | 東芝ブレイブサンダース神奈川 | アイシンシーホース三河     |

### オールスターゲーム
各カンファレンスごとでファン投票などにより選出された選手が出場。
| 回 | 日程            | 会場                              | 結果   | 結果      | 結果      | 結果     | 観客数  | 備考 |
| 回 | 日程            | 会場                              | EAST   | EAST      | WEST      | WEST     | 観客数  | 備考 |
| -- | --------------- | --------------------------------- | ------ | --------- | --------- | -------- | ------- | ---- |
| 1  | 2013年 12月29日 | 大田区総合体育館 （東京都大田区） | ホーム | 106 - 114 | 106 - 114 | アウェイ | 3,454人 |      |
| 2  | 2015年 1月17日  | 大田区総合体育館 （東京都大田区） | ホーム | 112 - 127 | 112 - 127 | アウェイ | 3,067人 |      |

## ゲーム会場
| 都道府県 | アリーナ                                    | バスケットボールゲーム 開催時の収容人数 | 年度  |
| 都道府県 | アリーナ                                    | バスケットボールゲーム 開催時の収容人数 | 14-15 |
| 北海道   | 月寒グリーンドーム                          | 約4,500人                               | 4     |
| 北海道   | 北海きたえーる                              | 約5,000人                               | 8     |
| 北海道   | 真駒内セキスイハイムアイスアリーナ          | 人                                      | 2     |
| 北海道   | 道立野幌総合運動公園総合体育館              | 人                                      | 4     |
| 北海道   | 恵庭市総合体育館                            | 人                                      | 2     |
| 北海道   | 北広島市総合体育館                          | 約1,500人                               | 2     |
| 北海道   | 伊達市総合体育館                            | 約1,500人                               | 2     |
| 北海道   | 函館市民体育館                              | 人                                      | 2     |
| 北海道   | 帯広市総合体育館                            | 約2,000人                               | 2     |
| 宮城県   | ホワイトキューブ                            | 人                                      | 2     |
| 茨城県   | サイバーダインアリーナ                      | 2,736人                                 | 4     |
| 茨城県   | 水郷体育館                                  | -                                       | 4     |
| 茨城県   | 石岡運動公園体育館                          | -                                       | 4     |
| 茨城県   | 牛久運動公園体育館                          | -                                       | 2     |
| 茨城県   | 取手グリーンスポーツセンター                | -                                       | 2     |
| 茨城県   | ひたちなか市総合運動公園総合体育館          | 2,536人                                 | 2     |
| 茨城県   | かなくぼ総合体育館                          | 1,080人                                 | 4     |
| 茨城県   | カシマスポーツセンター                      | 2,002人                                 | 2     |
| 栃木県   | ブレックスアリーナ宇都宮                    | 2,900人                                 | 2     |
| 栃木県   | 宇都宮市清原体育館                          | 人                                      | 8     |
| 栃木県   | フォレストアリーナ                          | 2,260人                                 | 6     |
| 栃木県   | 栃木県立県北体育館                          | 2,054人                                 | 4     |
| 栃木県   | 栃木県立県南体育館                          | 2,020人                                 | 6     |
| 栃木県   | 足利市民体育館                              | 人                                      | 2     |
| 千葉県   | 船橋アリーナ                                | 3,118人                                 | 12    |
| 千葉県   | 千葉ポートアリーナ                          | 3,643人                                 | 4     |
| 千葉県   | 市川市塩浜市民体育館                        | 1,386人                                 | 2     |
| 千葉県   | 佐倉市民体育館                              | 1,577人                                 | 2     |
| 千葉県   | 浦安市運動公園総合体育館                    | 1,868人                                 | 2     |
| 千葉県   | 印西市松山下公園総合体育館                  | 1,336人                                 | 2     |
| 千葉県   | 成田市中台運動公園体育館                    | 1,808人                                 | 2     |
| 千葉県   | 柏市中央体育館                              | 人                                      | 4     |
| 東京都   | 国立代々木競技場第二体育館                  | 3,195人                                 | 16    |
| 東京都   | 墨田区総合体育館                            | 1,866人                                 | 10    |
| 東京都   | 大田区総合体育館                            | 人                                      | 14    |
| 東京都   | 郷土の森総合体育館                          | 人                                      | 2     |
| 神奈川県 | 川崎市とどろきアリーナ                      | 人                                      | 18    |
| 神奈川県 | 横須賀アリーナ                              | 人                                      | 2     |
| 神奈川県 | スカイアリーナ座間                          | 人                                      | 2     |
| 神奈川県 | 平塚総合体育館                              | 人                                      | 2     |
| 新潟県   | 柏崎市総合体育館                            | 人                                      | 2     |
| 愛知県   | 愛知県体育館                                | 人                                      | 12    |
| 愛知県   | 名古屋市東スポーツセンター                  | 人                                      | 4     |
| 愛知県   | ウィングアリーナ刈谷                        | 人                                      | 12    |
| 愛知県   | スカイホール豊田                            | 人                                      | 6     |
| 愛知県   | 岡崎中央総合公園総合体育館                  | 人                                      | 4     |
| 愛知県   | 西尾市総合体育館                            | 人                                      | 2     |
| 愛知県   | 安城市体育館                                | 人                                      | 2     |
| 愛知県   | パークアリーナ小牧                          | 人                                      | 8     |
| 和歌山県 | ノーリツアリーナ和歌山                      | 約2,000人                               | 25    |
| 和歌山県 | 和歌山ビッグホエール                        | 11,500人                                | 1     |
| 兵庫県   | 神戸市立中央体育館                          | 約2,000人                               | 10    |
| 兵庫県   | 兵庫県立文化体育館                          | 人                                      | 4     |
| 兵庫県   | ベイコム総合体育館                          | 約1,300人                               | 2     |
| 兵庫県   | アイズ駒ヶ谷体育館                          | 人                                      | 2     |
| 兵庫県   | 赤穂市民総合体育館                          | 人                                      | 2     |
| 兵庫県   | 加古川市立総合体育館                        | 人                                      | 2     |
| 兵庫県   | 洲本市文化体育館                            | 約850人                                 | 2     |
| 徳島県   | 藍住町立体育館                              | 人                                      | 1     |
| 高知県   | 高知県立県民体育館                          | 人                                      | 1     |
| 広島県   | 広島サンプラザホール                        | 3,040人                                 | 16    |
| 広島県   | マエダハウジング 東区スポーツセンター       | 1,002人                                 | 4     |
| 広島県   | 呉市総合体育館                              | 1,922人                                 | 1     |
| 広島県   | 広島県立びんご運動公園 健康スポーツセンター | 1,500人                                 | 2     |
| 広島県   | 東広島運動公園体育館                        | 1,384人                                 | 2     |
| 山口県   | キリンビバレッジ 周南総合スポーツセンター   | 2,251人                                 | 2     |
| 熊本県   | 熊本県立総合体育館                          | 1,480人                                 | 2     |
| 熊本県   | 益城町総合体育館                            | -                                       | 20    |
| 熊本県   | 宇土市民体育館                              | -                                       | 2     |
| 熊本県   | 人吉スポーツパレス                          | -                                       | 2     |
| 熊本県   | 八代市総合体育館                            | -                                       | 2     |

## 参入チーム
- 創設年度はJBL・JBL2各公式サイトなどから参照。
- 太字はJBLに参加していたチーム。

### 正会員
| チーム名                                                                           | フランチャイズ    | ホームアリーナ           | 創設年度 | 備考                                                                   |
| ---------------------------------------------------------------------------------- | ----------------- | ------------------------ | -------- | ---------------------------------------------------------------------- |
| レバンガ北海道 Levanga Hokkaido                                                    | 北海道            | 北海きたえーる           | 2011年   |                                                                        |
| サイバーダインつくばロボッツ CYBERDYNE Tsukuba Robots                              | 茨城県            | サイバーダインアリーナ   | 2011年   | JBL2加盟のデイトリックつくばより参加権譲渡 2014-15まではつくばロボッツ |
| リンク栃木ブレックス LINK Tochigi Brex                                             | 栃木県            | ブレックスアリーナ宇都宮 | 2007年   |                                                                        |
| 千葉ジェッツ Chiba Jets                                                            | 千葉県            | 船橋アリーナ             | 2011年   | 2012-13まではbjリーグ加盟                                              |
| 日立サンロッカーズ東京 HITACHI Sun Rockers Tokyo                                   | 東京都 千葉県柏市 | 大田区総合体育館         | 2000年   |                                                                        |
| トヨタ自動車アルバルク東京 TOYOTA Alvark Tokyo                                     | 東京都            | 郷土の森総合体育館       | 1948年   |                                                                        |
| 東芝ブレイブサンダース神奈川 TOSHIBA Brave Thunders Kanagawa                       | 神奈川県          | とどろきアリーナ         | 1950年   |                                                                        |
| アイシンシーホース三河 AISIN Sea Horse Mikawa                                      | 愛知県            | ウィングアリーナ刈谷     | 1947年   |                                                                        |
| 三菱電機ダイヤモンドドルフィンズ名古屋 MITSUBISHI ELECTRIC Diamond Dolphins Nagoya | 愛知県            | 愛知県体育館             | 1950年   |                                                                        |
| 西宮ストークス Nishinomiya Storks                                                  | 兵庫県            | 西宮市立中央体育館       | 2010年   | 2012-13まではJBL2加盟 2014-15までは兵庫ストークス                      |
| 広島ドラゴンフライズ Hiroshima Dragonflies                                         | 広島県            | 広島サンプラザホール     | 2013年   | 2014-15より新規参入                                                    |
| 熊本ヴォルターズ Kumamoto Volters                                                  | 熊本県            | 熊本県立総合体育館       | 2013年   |                                                                        |

### 準会員
NBL参入を目指していたチーム。
| チーム名                                                                    | 加盟リーグ | フランチャイズ | 創設年度 | 備考 |
| --------------------------------------------------------------------------- | ---------- | -------------- | -------- | ---- |
| 東京エクセレンス Tokyo Excellence                                           | NBDL       | 東京都         | 2013年   |      |
| 豊田通商ファイティングイーグルス名古屋 Toyota Tsusho Fighting Eagles Nagoya | NBDL       | 愛知県         | 1957年   |      |
| レノヴァ鹿児島 Renova Kagoshima                                             | NBDL       | 鹿児島県       | 2008年   |      |

### 過去の正会員
NBLに正会員として参加していたチーム。
| チーム名                           | フランチャイズ | 創設年度 | 最終年度 | 備考                       |
| ---------------------------------- | -------------- | -------- | -------- | -------------------------- |
| 和歌山トライアンズ Wakayama Trians | 和歌山県       | 2013年   | 2014年   | パナソニックより参加権譲渡 |